# Роберто Мічелетті
Роберто Мічелетті Баїн (ісп. Roberto Micheletti Bain; нар. 13 серпня, 1943) — тимчасовий президент Гондурасу з 28 червня 2009 року. Раніше обіймав посади голови парламенту, є одним з провідних членів Ліберальної партії.

## Життєпис
Був другим з дев'яти дітей в родині імігрантів з Ломбардії, Італія. Після закінчення школи служив у почесній президентській гвардії Гондурасу. Пізніше закінчив Автономний університет Монтеррея за спеціальністю менеджмент і Національний університет Гондурасу за спеціальністю юриспруденція. Займався транспортним бізнесом, став членом Ліберальної партії. З 1979 року працював у Національному конгресі, спочатку як заступник депутата, а пізніше, 1980 року, був сам обраний до парламенту. 1982 входив до складу парламентської комісії, яка опрацьовувала нову Конституцію країни. У 1988–1992 роках був секретарем центрального виконкому Ліберальної партії, а 1994 — обраний секретарем Національного конгресу Гондурасу. 2001 року брав участь у передвиборчій боротьбі за право висування на пост президента країни від Ліберальної партії, але поступився іншому кандидату.
2006 року був обраний головою Національного конгресу. 2008 знову висував свою кандидатуру на посаду президента від Ліберальної партії, але програв праймеріз віце-президенту країни Елвіну Ернесто Сантосу. Перебував у опозиції до президента Селайї, хоч обидва були членами Ліберальної партії.
В результаті державного перевороту 28 червня 2009 року був призначений тимчасовим президентом держави після того, як від влади був усунутий Мануель Селайя. Роберто Мічелетті склав присягу в Національному конгресі на термін, який мав завершитись 27 січня 2010 року після обрання нового президента. Жодна міжнародна організація та держава не визнала його президентом країни і більшість країн світу засудили державний переворот у Гондурасі.